# Ferocactus chrysacanthus chrysacanthus
Ferocactus chrysacanthus subsp. chrysacanthus es una biznaga perteneciente a la familia de las cactáceas (Cactaceae) del orden Caryophyllales. La palabra Ferocactus viene del latín ‘Ferus’ salvaje y ‘cactus’ cactácea, es decir, cactáceas con espinas gruesas. La palabra chrysacanthus es por las raíces griegas ‘chrysos’ dorado y ‘akantha’ espina, es decir, espinas doradas.

## Descripción
Es descrita como una planta simple rara vez cespitosa, con tallos globosos a cilíndricos de 20 hasta 1 metro de alto y 30 cm de diámetro, de color verde; que presenta 13 a 21 costillas, tuberculadas en los adultos. Las areolas son ovales, presentan tomento grisáceo y espinas glandulares; tienen de 4 a 12 espinas radiales, aciculares, a veces setosas, con la edad las inferiores se parecen a las centrales, de color blanco; las espinas centrales de alrededor de 10 en número, son aplanadas, anuladas, más o menos torcidas, una con la punta ganchuda, todas de color amarillo oro, rojas o a veces grises. Las flores son campanuladas, de 4.5 cm de largo, y 4 cm de diámetro, de color amarillo o naranja. El fruto es ovoide, con brácteas espaciadas, dehiscente y de color amarillo. Las semillas son ovoides, foveoladas, y de color negro.

## Distribución
Es endémica de las islas de Cedros y San Benito, de Baja California, en México.

## Ambiente
Se desarrolla del nivel del mar a los 500 m s. n. m., entre rocas de barrancas de matorral xerófilo y bosque de pinos.

## Estado de conservación
La especie se propone como Amenazada (A) en el Proyecto de Modificación de la Norma Oficial Mexicana 059-2015. En la lista roja de la UICN se considera como En Peligro (EN). En CITES se valora en el Apéndice II.